# Svavelbukig dvärgtyrann
Svavelbukig dvärgtyrann (Mecocerculus minor) är en fågel i familjen tyranner inom ordningen tättingar.

## Utseende och läte
Svavelbukig dvärgtyrann är som namnet avslöjar en liten tyrann. Karakteristiskt är kombinationen av gul undersida, vitt ögonbrynsstreck, grå hjässa och beigefärgade vingband. Bland lätena hörs gnissliga serier med "chew".

## Utbredning och systematik
Fågeln förekommer i Anderna från Colombia och västra Venezuela till Ecuador och östra Peru. Den behandlas som monotypisk, det vill säga att den inte delas in i några underarter.

## Levnadssätt
Svavlebukig dvärgtyrann är en ovanlig fågel som hittas i bergsbelägna subtropiska skogar och skogsbryn på mellan 1600 och 2800 meters höjd. Den ses enstaka eller i par, födosökande med kringvandrande artblandade flockar, vanligen i trädtaket eller strax därunder. Liksom andra arter i släktet tendererar den att sitta vågrätt, till skillnad från i övrigt lika borsttyranner.

## Status och hot
Arten har ett stort utbredningsområde och tros öka i antal. Internationella naturvårdsunionen IUCN listar den därför som livskraftig (LC).